# Parlo in spagnolo a Dio, in italiano alle donne, in francese agli uomini e in tedesco al mio cavallo
La massima Parlo in spagnolo a Dio, in italiano alle donne, in francese agli uomini e in tedesco al mio cavallo è un noto aforisma umoristico attribuito a Carlo V.

## Origine e sviluppo

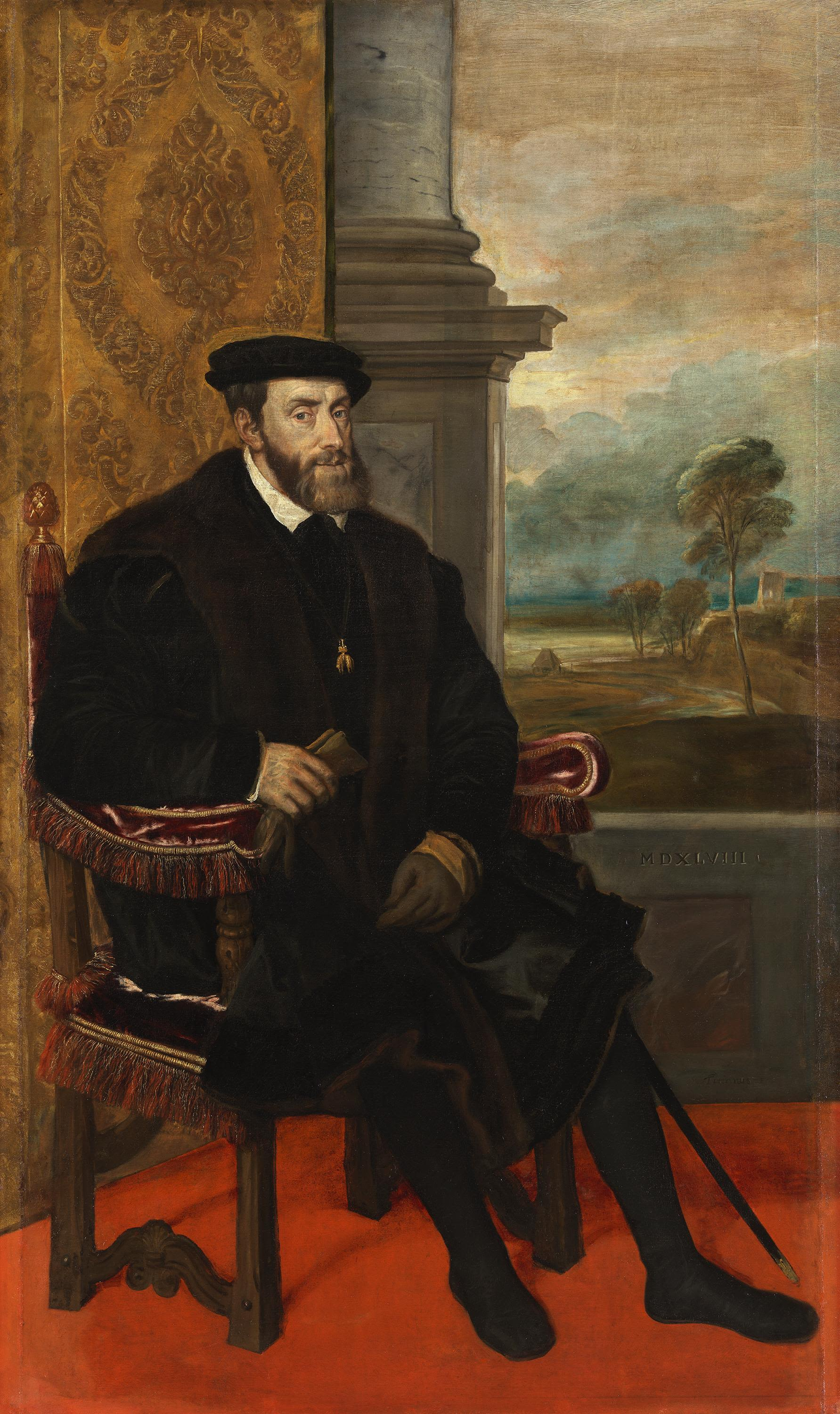
Tiziano, Carlo V come imperatore del Sacro Romano Impero, c. 1548. Alte Pinakothek, Monaco di Baviera.

L'attestazione più antica di un aneddoto sulla diversità linguistica attribuibile a Carlo V proviene dal libro De Locutione di Girolamo Fabrizio del 1601. L'autore fornisce nell'opera due varianti dell'aneddoto, una variante breve:
E una versione più lunga e dettagliata:
La più antica fonte conosciuta non menziona quindi alcun cavallo. La versione più antica della citazione in cui si asserisce che Carlo V faceva uso della lingua tedesca per parlare al suo cavallo appare per la prima volta nel romanzo I viaggi di Gulliver di Jonathan Swift nel 1726. Nel libro, il protagonista visita una terra magica dove cavalli saggi e intelligenti (gli Houyhnhnm) governano i popoli primitivi. Descrivendo la loro lingua, l'autore osserva ch'essi parlano attraverso il naso e la gola e che «la loro lingua è più prossima alla lingua alto-tedesca in Europa, benché sia molto più elegante ed espressiva. L'imperatore Carlo V fece quasi la medesima osservazione quando disse che, se avesse dovuto parlare al suo cavallo, l'avrebbe fatto in alto tedesco.»
La versione più nota e citata del detto popolare è attestata per la prima volta nel Penguin Dictionary of Quotations, opera di John Michael Cohen pubblicata per la prima volta nel 1960.

## Varianti
Esistono molte varianti del detto, che sovente coinvolgono lingue diverse a seconda dell'autore o del periodo in cui sono state scritte. Alcuni esempi:
(The Gentleman’s Magazine, and Historical Chronicle, volume 55, parte 2, 1785)
(The Ladies’ Repository, 1808)
(The Cairn, 1846)
(Heinrich Gottfried Ollendorff, 1850)
(Cassell’s Family Magazine, 1888)
(Philip Stanhope, 4. Earl of Chesterfield)
(Émile Saillens, 1918)